# Theobroma subincanum
Espèce
Classification APG III (2009)
Statut de conservation UICN

 LC  : Préoccupation mineure
Synonymes
- Theobroma sylvestre (Aubl.) Mart., 1830
- Cacao sylvestris Aubl., 1775
- Theobroma album Ruiz & Pav. ex Cuatrec., 1964
- Theobroma ferrugineum Bernoulli, 1869
- Theobroma sylvestre (Aubl.) G.Don, 1831[1]

Theobroma subincanum est une espèce d'arbre néotropicale, proche du cacaoyer cultivé, appartenant à la famille des Malvaceae (anciennement des Sterculiaceae).
En Guyane, c'est une des espèces connues sous le nom de Cacao forêt (créole), Bouchi cacao (nenge tongo).
Au Venezuela, on l'appelle Cacao montero, Cacao-rana (Espagnol), Jaguajeshi (Yanomami), Mauirruda (Bare), Mawanani (Yekwana), Padamá (Arekuna).
Au Brésil, on le nomme Cupui, Cupuai, Cupurana (Portugais).

## Description
Theobroma subincanum est un petit arbre atteignant 6-12(14) m de haut, pourvu d'un couronne allongée et ramifiée, et d'un tronc court, de 20-30 cm de diamètre, recouvert d'une écorce presque lisse, de couleur brun grisâtre. Les jeunes rameaux sont couvert d'un dense pilosité roussâtre tomenteuse-étoilée, et deviennent rapidement glabrescents.
Les feuilles simples, alternes, sont coriaces, ferrugineuses-tomenteuses sur les deux faces lorsqu'elles sont jeunes, mais devenant rapidement glabrescentes.
Les pétioles épais et tomenteux-rousseâtres sont longs de 8 à 15 mm.
Le limbe est de forme oblongue-elliptique ou subobovale-oblong-elliptique, longuement acuminée, parfois obtuse, à base inégalement arrondie, à marge entière (parfois un peu dentée au sommet), mesurant 16-40 cm de long et 5-20 cm de large, avec 10 paires de nervures secondaires et est glabre vert et lustré sur la face supérieure.
La face abaxiale (inférieure) des feuilles est couverte d'un indument composé d'1 ou 2 sortes de trichomes : de très petits, complexes et fins, blancs recouvrant l'aréole, et de longs trichomes épais et rougeâtres sur les nervures principales et secondaires bien saillantes.
Les fleurs sont solitaires, ou en courtes cymes de 2-3(4) fleurs axillaires sur les rameaux feuillés. Le pédoncule est de long 2 à 8 mm.
Le pédicelle est long de 3 à 6 mm.
Les sépales aigus sont densément étoilés-tomentellés à l'extérieur, de forme ovale, et mesurent 8-9 mm de long et 3,4 mm de large.
Les pétales rouges ou jaune pâle striés de rouge, sont onguiculés, de forme obovale à suborbiculaire, , portent une ligule triangulaire charnue, mesurent environ 2,5(3) mm de long, 2 mm de large, sont un peu émarginée au sommet.
On compte (3)6 anthères et des staminodes rouges, lancéolés oblongs, aigus, longues de 6-7,5 mm.
L'ovaire est glabre, ovoïde-oblong, long de 1,3 mm, avec un style long de 1,5 mm.
Les fruits sont des cabosses indéhiscentes, dures, devenant orange ou jaune-brunâtre à maturité, à surface lisse ou veloutée, pas ou à peine côtelé, de forme ovoïde, oblong-ellipsoïdes ou obovale-ellipsoïdes, à sommet arrondi, longues de 7,5–11,5 cm pour 5–6,6 cm de diamètre, avec un péricarpe coriace à ligneux, et contenant de nombreuses graines entourées de pulpe sucrée et parfumée.
Son bois est lourd, difficile à couper, de texture grossière et à grain droit, qui résiste moyennement aux attaques d'insectes,,,

## Répartition
On rencontre Theobroma subincanum de la Colombie au Brésil (Amazonas, Pará, Amapá), en passant par le Venezuela, le Guyana, le Suriname, la Guyane, l'Équateur, le Pérou et la Bolivie.

## Écologie
Theobroma subincanum affectionne les bas-fonds forestiers, le forêts sempervirentes de plaine, les rives des cours d'eau, autour de 100–600 m d'altitude,.
Il s'agit d'une plante secondaire, à feuilles persistantes, sciaphile et hygrophile sélectif, caractéristique et exclusive du sous-étage de la forêt amazonienne de terre ferme, où elle est fréquente, mais avec une répartition discontinue. On la rencontre préférentiellement les sous-bois de terre ferme peu inondables des plaines (varzea) et sur les berges exondées des cours d'eau.
Au Brésil, elle fleurit principalement d'août à octobre (floraison en août au Suriname) et les fruits mûrissent de février à mai.
Theobroma subincanum a fait l'objet de diverses études : le détail de sa pollinisation (viabilité du pollen, réceptivité du stigmate), la viabilité de ses graines selon l'humidité et la température, l'effet de la lumière sur sa croissance (espèce sciaphile), la génétique de ses populations dans l'Amazonie brésilienne.
On a observé une espèce d'abeille Euglossa sp. faisant son nid dans un fruit de Theobroma subincanum.

## Culture
Les graines sont récoltées dans les fruits ramassés au sol après leur chute, ou directement sur l'arbre lorsqu'ils commencent à murir. Les graines doivent alors être nettoyées à l'eau courante après pourriture partielle de la pulpe des fruits. Un kg de graines propres contient environ 1650 unités.
Les graines ainsi obtenues doivent être mises à germer dès leur récolte, dans des pots ou sachets individuels laissés à mi-ombre et remplis d'un substrat argileux enrichi en matière organique, en les recouvrant d'une couche de ce substrat d'épaisseur égale à sa hauteur. La levée prend 20-30 jours, avec un taux de germination faible. Le développement des plantes est lent.

## Utilisations
L'arille des fruits est consommé cru.
Theobroma subincanum représente une ressource alimentaire et écologique importante pour les communautés de la Reserva Extrativista do Rio Cajari (pt) (Amapá, Brésil).
La composition chimique des graines de Theobroma subincanum a été analysée. Elles contiennent du tocophérol, ainsi que divers acides gras et stérols, de la vitamine E. Elles peuvent servir de substitut à Theobroma cacao pour la fabrication de chocolat,.
Le bois de Theobroma subincanum est utilisé dans la construction civile légère.
La pulpe des fruits est largement consommée dans la région amazonienne sous forme de jus.
Les fruits sont commercialisés dans le cadre des foires régionales.
Pour cette raison, la plante est parfois cultivée dans les vergers domestiques.
Il est recommandé de planter cet arbre dans les zones de conservation, car ses fruits sont aussi très consommés par les singes.

## Protologue

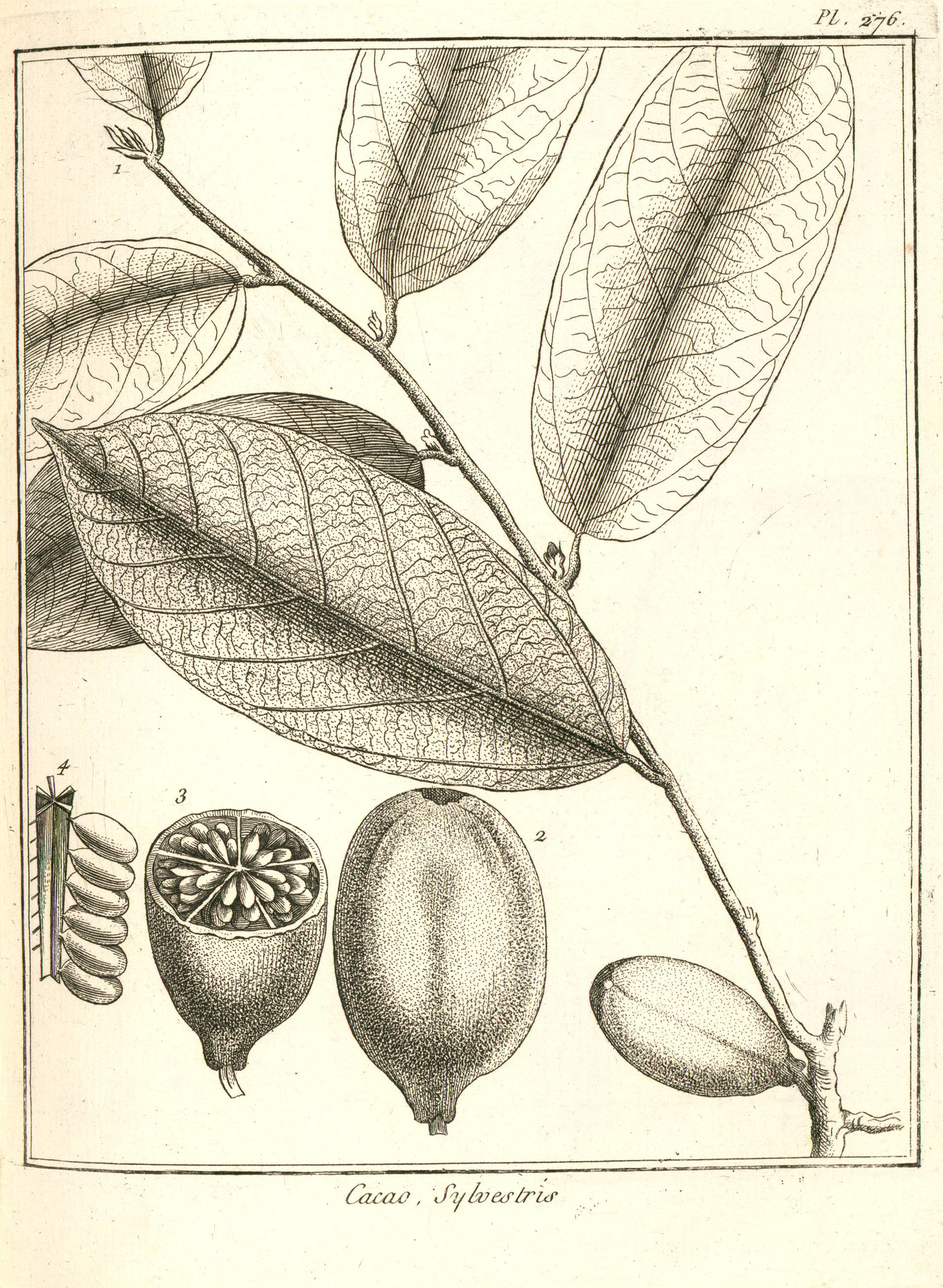
Theobroma subincanum : Planche 276 par Aublet (1775)
1. Stipules. - 2. Capſule. - 3. Capſule coupée en travers. - 4. Placenta ou ſe réuniſſent les cloiſons, qui repréſente les amandes attachées les unes ſur les autres.

En 1775, le botaniste Aublet propose le Protologue suivant pour Cacao sylvestris (synonyme de Theobroma subincanum Mart.) : 
« CACAO (ſylveſtris) fructu ovato^ tomentoſo ; rufeſcente ; foliis integerrimis. (TABULA 276.)

Arbor mediocris, quindecim-pedalis ; trunco ramoſo ; ramis ſparſis. Folia alterna, ampla, ovato-oblonga, acuta, rigida, integerrima, brevi petiolata, ſupernè glabra, viridia, infernè tomento rufeſcente tecta. Stipule binæ, oblongæ, anguſæ, deciduæ. Flores per faſciculos ſuprà truncum & ramos, ſublutei, pedunculati. Fructus, capſula ovata, coriacea, tomentoſa, rufeſcens, apice umbilicato, non dehiſcens, quinque-locularis. Semina numeroſa, albâ pellicula teda, in pulpâ molli, gelatinoſâ, nidulantia, receptaculo columnari affixa. Nucleus dulcis & edulis. 
Florebat, fructumque ferebat Septembri. 
Habitat in ſylvis paludoſis Maripa, Aroura, Sinémari & circà amneni Galibienſem. 

Nomen Caribxum CACAO. »

« LE CACAOIER ſauvage. (PLANCHE 276.).
Ce Cacaoier pouſſe quelquefois un ſeul tronc, & d'autrefois pluſieurs de ſa même racine. Toutes les eſpèces de ce genre ont pour l'ordinaire quinze pieds de hauteur; les rameaux ſont garnis de feuilles alternes, entières, ovales, terminées en pointe, vertes en deſſus, & couvertes en deſſous d'un duvet rouſſâtre. Leur pédicule eſt court, creuſé en gouttiere en deſſus, & convexe en deſſous ; il eſt accompagné à ſa naiſſance de deux stipules oppoſées, oblongues, aiguës, qui tombent de bonne heure. Les plus grandes feuilles ont huit pouces de longueur, ſur trois & demi de largeur. 
Les fleurs viennent iſolées par paquets, tant ſur le tronc que ſur les branches. elles reſſemblent à celles de l'eſpèce précédente [Theobroma velutinum] par leur ſtructure & par leur couleur. 
Le fruit eſt une capſule ovoïde, ſans arrête, couverte d'un duvet ras, rouſſâtre. Elle eſt à cinq loges remplies d'une ſubſtance blanche, pulpeuſe & gélatineuſe, dans laquelle ſont nichées des amandes ovales, comprimées. Ces amandes ſont attachées par un cordon à un placenta qui eſt dans l'angle interne de chaque loge. Elles ſont diſpoſées les unes ſur les autres. Elles ſont blanches & enveloppées d'une membrane coriace, qui, en ſe deſſéchant, devient rouſſâtre ; elle eſt bonne à manger. Cette capſule ne s'ouvre point ; en tombant elle ſe caſſe facilement, & pour-lors le ſuc gélatineux ſe répand. 
Cet arbre eſt nommé CACAO par les Galibis & les Garipons. Il croit dans les mêmes lieux que le précédent. Il eſt en fleur & en fruit dans le même temps. 
La capſule à cinq pouces de longueur, ſur trois pouces de diamètre. On en rencontre de plus groſſes, & de plus petites, ſur le même arbre. »

— Fusée-Aublet, 1775.